# Шугар-Маунтін (Північна Кароліна)
Шугар-Маунтін (англ. Sugar Mountain) — селище (англ. village) в США, в окрузі Ейвері штату Північна Кароліна. Населення — 371 особа (2020).

## Географія
Шугар-Маунтін розташований за координатами 36°7′36″ пн. ш. 81°51′51″ зх. д. / 36.12667° пн. ш. 81.86417° зх. д. (36.126763, -81.864076).  За даними Бюро перепису населення США в 2010 році селище мало площу 6,36 км², уся площа — суходіл.

## Демографія
Згідно з переписом 2010 року, у селищі мешкало 198 осіб у 94 домогосподарствах у складі 52 родин. Густота населення становила 31 особа/км².  Було 1540 помешкань (242/км²).
Расовий склад населення:
| - 90,4 % — білих - 3,0 % — корінних американців - 2,0 % — чорних або афроамериканців - 3,5 % — осіб інших рас |

До двох чи більше рас належало 1,0 %. Частка іспаномовних становила 4,0 % від усіх жителів.
За віковим діапазоном населення розподілялося таким чином: 16,2 % — особи молодші 18 років, 67,6 % — особи у віці 18—64 років, 16,2 % — особи у віці 65 років та старші. Медіана віку мешканця становила 37,3 року. На 100 осіб жіночої статі у селищі припадало 127,6 чоловіків;  на 100 жінок у віці від 18 років та старших — 137,1 чоловіків також старших 18 років.
Середній дохід на одне домашнє господарство  становив 88 229 доларів США (медіана — 50 417), а середній дохід на одну сім'ю — 107 094 долари (медіана — 52 386). За межею бідності перебувало 4,1 % осіб, у тому числі 0,0 % дітей у віці до 18 років та 1,7 % осіб у віці 65 років та старших.
Цивільне працевлаштоване населення становило 173 особи. Основні галузі зайнятості: мистецтво, розваги та відпочинок — 28,9 %, освіта, охорона здоров'я та соціальна допомога — 21,4 %, публічна адміністрація — 13,9 %, роздрібна торгівля — 12,7 %.